# Neptú calent

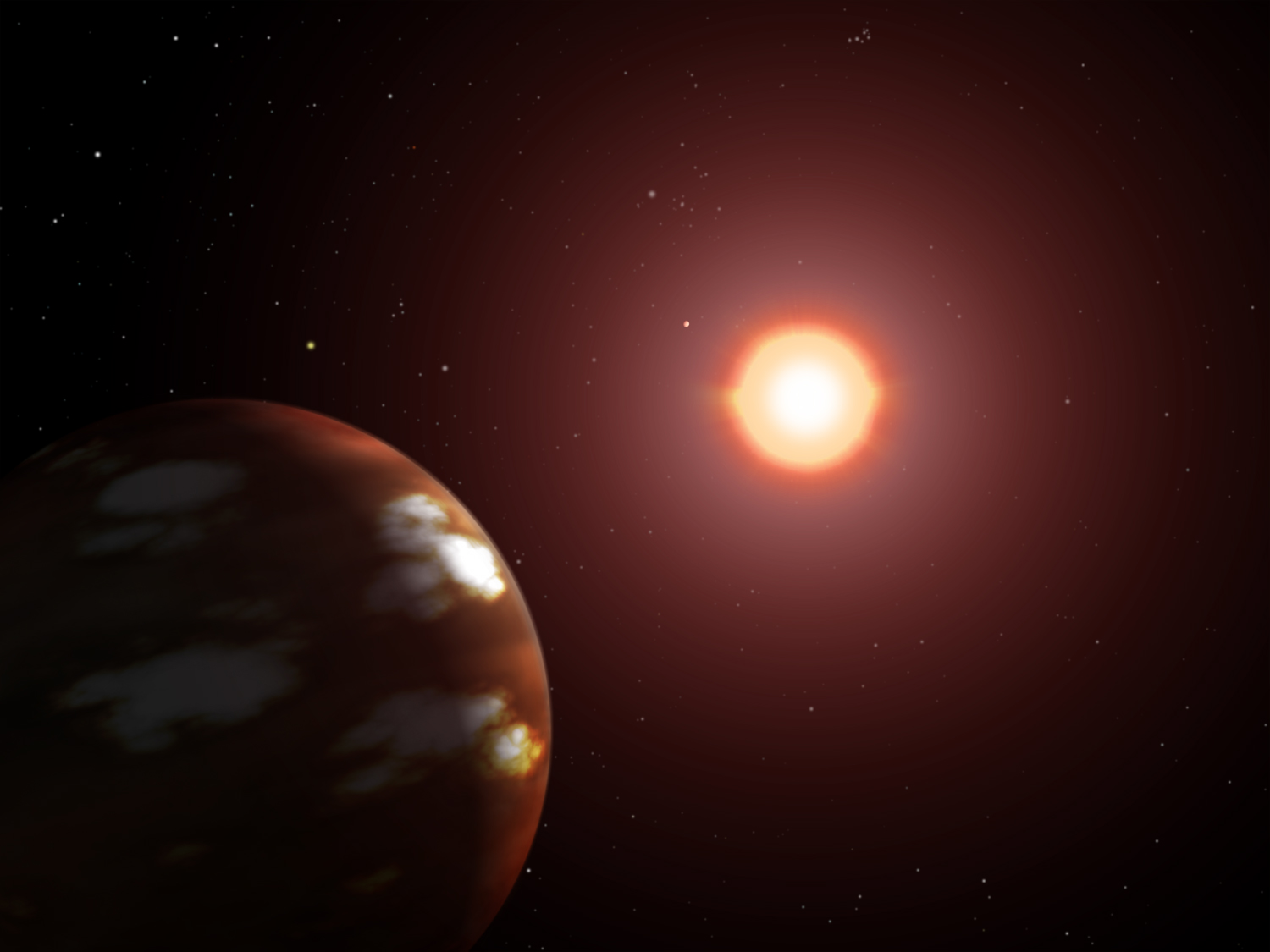
Un exemple simulat del Neptú calent, Gliese 436

Un Neptú calent és un hipotètic planeta extrasolar gegant amb una massa similar a la d'Urà o Neptú, en una òrbita prop de la seva estrella (normalment, menys d'1 ua), cosa que fa que se sobreescalfi en unes altes temperatures. S'han detectat amb una densitat relativament alta en aquest tipus de planetes. El primer Neptú ardent descobert va ser Mu Arae c (o HD 160691 c).

## Característiques generals
Els Neptuns calenst tenen algunes característiques comunes:
- Tenen moltes més possibilitats de transitar la seva estrella vista des d'un punt perifèric més enllà dels planetes de la mateixa massa en òrbites més grans. Els més notables són Gliese 436 b, el primer Neptú calent en trànsit descobert, i HAT-P-11b, que va ser observat recentment per la missió Kepler.

El primer estudi teòric que mostra com es podria formar aquest tipus d'exoplaneta es va dur a terme en la tesi doctoral de Gustavo Rodolfo Cionco i va ser publicat en Icarus (Brunini & Cionco, 2004).

## Possibles candidats
Dels següents planetes extrasolars, podrien ser declarats com a Neptuns calents:
- Gliese 436 b i Gliese 436 c
- 55 Cancri e i 55 Cancri c
- HD 149026
- Mu Arae c (HD 160691 c)
- HAT-P-11b